# Kim Kyung-jung
Kim Kyung-jung (Gwangju, Corea del Sur, 16 de abril de 1991) es un futbolista surcoreano. Juega de centrocampista y su equipo actual es el MSV Duisburg.

## Selección nacional

### Participaciones en Copas del Mundo
| Mundial                     | Sede     | Resultado        | Partidos | Goles |
| --------------------------- | -------- | ---------------- | -------- | ----- |
| Copa Mundial Sub-20 de 2011 | Colombia | Octavos de final | 4        | 1     |

## Clubes
| Club                               | País          | Año           |
| ---------------------------------- | ------------- | ------------- |
| Universidad de Corea               | Corea del Sur | 2010-2012     |
| Olímpico Tallin                    | Estonia       | 2012-presente |
| Girondins de Burdeos (en préstamo) | Francia       | 2012          |
| MSV Duisburg (en préstamo)         | Alemania      | 2012-presente |